# Tomb Raider II
Tomb Raider II (también conocido como Tomb Raider II Starring Lara Croft) es un videojuego de acción-aventura de disparos en tercera persona y plataformas desarrollado por Core Design y distribuido por Eidos Interactive. Fue lanzado por primera vez en Windows y PlayStation. Las versiones posteriores para Mac OS (1998), iOS (2014) y Android (2015). Es la segunda entrada de la serie Tomb Raider, y sigue a la arqueóloga y aventurera Lara Croft cazando la daga mágica de Xian en competencia con un culto italiano. El juego presenta a Lara navegando por niveles divididos en múltiples áreas y complejos de habitaciones mientras lucha contra enemigos y resuelve rompecabezas para progresar, con algunas áreas que permiten o requieren el uso de vehículos. Al año siguiente se lanzó un paquete de expansión subtitulado "La máscara de oro", que contenía nuevos niveles centrados en la búsqueda de Lara para encontrar una máscara dorada en Alaska.
La producción comenzó en 1996 inmediatamente después del éxito del original, que se completó en entre seis y ocho meses, un corto período de desarrollo que fue física y emocionalmente estresante para el equipo. Los miembros originales del personal Toby Gard y Paul Douglas dejaron diferencias creativas con el editor, aunque muchos permanecieron incluyendo al compositor Nathan McCree. Una versión de Sega Saturn fue desechada debido a un acuerdo de exclusividad de consola firmado entre Eidos y Sony. Los críticos elogiaron el juego en el lanzamiento, y muchos señalaron su jugabilidad ampliada y sus gráficos más suaves. Pasó a vender casi siete millones de copias en todo el mundo. Una secuela, Tomb Raider III, se lanzó en 1998. Una versión remasterizada del juego, junto con su paquete de expansión Golden Mask, se incluyeron en la colección Tomb Raider I-III Remastered en 2024.

## Historia
En la Gran Muralla China descansa una antigua reliquia llamada la Daga de Xian. Cuenta la leyenda que quien dirija la Daga hasta su corazón adquirirá el poder del Dragón
En la China antigua, el primer Emperador Ch'in Shih Huang ostentaba su poder, y con su ejército junto a él, sus fuerzas eran invencibles. Así él reclamó las enormes tierras de China. Su batalla final, sin embargo, terminó en derrota. Mientras la gente se rendía y se arrodillaba ante él, los monjes guerreros del Tíbet no se rindieron, hicieron frente al emperador luchando con valor. Los monjes lograron quitar la daga del corazón del Emperador acabando así con su matanza y la de su ejército. La Daga fue devuelta a su lugar de origen donde descansa dentro de la Gran Muralla china, oculta y encerrada para siempre.
Ahora, siglos más tarde, y por motivos completamente diferentes, hay tres partes interesadas en la localización y adquisición de la Daga. Lara Croft será una parte, las otras dos, pronto se las encontrará en su búsqueda de la Daga de Xian.

## El juego
Tomb Raider II está montado básicamente sobre el motor inicial del primer Tomb Raider, sin embargo, en esta segunda entrega hay una ampliación de las armas, movimientos extra, un pequeño juego de vehículos, niveles más grandes y muchos más enemigos.
El movimiento a lo largo de cada nivel ha permanecido inalterado. Lara puede saltar, agarrarse a repisas, empujar y tirar de bloques para desplazarlos. La novedad principal de esta edición será la capacidad de escalar y la de darse la vuelta en el aire mientras ejecuta un salto. Las municiones y botiquines son parte del inventario de Lara, pero esta vez se le añade un conjunto de bengalas que alumbraran a Lara en los lugares oscuros.
En el apartado de las armas, Lara lleva sus clásicas pistolas, equipadas con municiones infinitas, la escopeta y las uzis. Como novedad, Lara tendrá un rifle M16, un arpón para ser usado debajo del agua, y el lanza-granadas, el arma más potente del juego.
Los vehículos incluyen una lancha-motora (en Venecia) y una moto de nieve (en el Tíbet).
Para el Tomb Raider II, los diseñadores dieron un pequeño cambio a Lara, dándole un aspecto más suave, dotándola de una coleta en el pelo con movimiento, y varios equipos nuevos. En China y Venecia, Lara viste su equipo habitual; en los niveles del océano se descalza y lleva un traje de buceo; y en el Tíbet, Lara lleva una chaqueta para el frío. También, en el último nivel dentro de su mansión, lleva un camisón corto, azul aterciopelado.
El objetivo del juego permanece inalterado respecto al juego anterior. Cada nivel debe ser terminado solucionando varios rompecabezas, recogiendo artículos claves y realizando saltos difíciles. Sin embargo, esta vez hay un énfasis sobre el uso de armas y los enemigos a eliminar.
Los secretos recompensan al jugador con armas o botiquines pero con una diferencia, cada secreto es una figura de un dragón coloreado: de jade, de plata y de oro, según la dificultad de su posición. Sólo cuando Lara reúne los tres secretos en un mismo nivel recibe la recompensa.

## Niveles

### Mansión de Lara
Dentro de su mansión Lara podrá practicar y entrenarse para dar comienzo a la aventura. También Lara tendrá que encontrar la habitación secreta en la mansión. Aunque no formará parte de la trama principal del juego, es muy divertido ver lo que se encuentra en ella. Pero, de todos modos, no puede abrirse hasta el final del juego.

### China
El juego comienza en la Gran Muralla China. Lara ha venido a buscar la Daga de Xian. Su búsqueda pasará por muchas trampas, hasta que en el final del nivel, Lara conoce que un grupo llamado La Fiamma Nera ("La Llama Negra"), una secta conducida por el megalómano Marco Bartoli, no dudará en utilizar cualquier medio para lograr llegar primero hasta la legendaria daga.
- Nivel 1: La Gran Muralla / The Great Wall

### Venecia
Lara sigue el rastro de Bartoli hasta Venecia.
- Nivel 2: Venecia / Venice
- Nivel 3: El Escondite de Bartoli / Bartoli's Hideout
- Nivel 4: La Casa de la Ópera / Opera House

### Plataforma Marina
Mientras Lara está a bordo de un avión de Bartoli escondida como polizón, es golpeada y dejada inconsciente por uno de sus esbirros. Cuando se despierta, se encuentra despojada de todas sus armas y atrapada en una plataforma petrolífera rodeada por el océano. La prioridad principal de Lara en estos niveles es recuperar sus armas y fugarse de la plataforma. Los niveles aquí son de dificultad normal a difícil
- Nivel 5: Plataforma Marina / Offshore Rig
- Nivel 6: Área de Inmersión / Diving Area

### Océano
El juego continúa con Lara sumergida en aguas infestadas de tiburones con el fin de encontrar los restos del naufragio del María Doria, un barco de lujo que se hundió hace décadas. A bordo se encuentra un artefacto místico llamado el Serafín o Seraph. El equipo de Bartoli ha comenzado a excavar tesoros en este sitio, y Lara intentará llegar antes. Los niveles de este segmento del océano serán de un nivel de dificultad difícil.
- Nivel 7: 40 Brazas / 40 Fathoms
- Nivel 8: Los Restos del María Doria / Wreck of María Doria
- Nivel 9: Los Compartimentos / Living Quarters
- Nivel 10: La Cubierta / The Deck

### Tíbet
Con el Serafín en su poder, Lara se traslada a un monasterio remoto en las nevadas montañas del Tíbet. Tras el monasterio Lara tendrá que adentrarse e investigar las cavernas heladas para destapar los misterios que el Serafín ha abierto. Los niveles en Tíbet serán de un nivel de dificultad difícil.
- Nivel 11: Colinas Tibetanas / Tibetan Foothills
- Nivel 12: El Monasterio de Barkhang / Barkhang Monastery
- Nivel 13: Las Catacumbas de Talion / Catacombs of Talion
- Nivel 14: Palacio de Hielo / Ice Palace

### Retorno a China
Lara vuelve a China y se adentra en el Templo de Xian. El Templo es donde se cree que está guardada la daga mística. Bartoli ya ha entrado en el templo y ha comenzado a causar la devastación. Estos niveles en China esta vez son sumamente difíciles.
- Nivel 15: Templo de Xian / Temple of Xian
- Nivel 16: Islas Flotantes / Floating Islands
- Nivel 17: La Guarida del Dragón / The Dragon's Lair

### Retorno a la Mansión
De vuelta en casa, Lara examina la daga de Xian que ella ha adquirido. Sin embargo, tras  maravillarse con su belleza, saltan las alarmas de seguridad de la casa. Los restos del culto de Bartoli se han adentrado en la mansión, buscando venganza. Su tarea final será de encontrar la escopeta y matar a todos los intrusos para terminar el juego.
- Nivel 18: Hogar Dulce Hogar / Home Sweet Home

## Tomb Raider II Gold: La Máscara de Oro/Tomb Raider II Gold: The Golden Mask

### Alaska, Estados Unidos
Lara busca la máscara dorada en unas minas de Alaska
Niveles
- 1. La guerra Fría - The Cold War
- 2. Oro del Tonto - Fool's Gold
- 3. El Honor de los Dioses - Furnance of Gods
- 4. Reino - Kingdom

### Las Vegas, Nevada, Estados Unidos
Nivel Extra donde Lara debe derrotar al tiranosaurio rex y al monstruo Ave
Niveles
- 5. Pesadilla en las Vegas - Nigthmare in Vegas

## Arsenal
- Pistolas: Son las típicas pistolas
- Uzi: Las mismas del Tomb Raider 1
- Escopeta: Igual a la del Tomb Raider 1
- Pistolas Automáticas: Son las mismas que la Mágnum, entraron en vez de ellas.
- Lanza Granadas: Lanza Granadas es el arma más devastadora del juego
- Lanza Arpones: Funciona más efectivamente en el agua, que afuera. Sirve en los niveles submarinos.
- M16: Rifle de Asalto de Larga Distancia.

- Botiquines: Existe el grande que recobra el 100% de la salud de Lara, y el pequeño que recobra el 60%.

- Bengalas: Sirven para iluminar partes oscuras del nivel.

## Personajes
- Lara Croft:
- Marco Bartoli: Marco Bartoli nació en Venecia y es el líder de La Fiamma Nera ("La Llama Negra"). Fundador del culto obsesionado con la ciencia de la antigua Daga de Xian. Sus seguidores se han extendido a través del mundo en busca de los artefactos relacionados con la reliquia.
- Chan Barkang: Durante generaciones, la orden sagrada de los monjes Barkhang ha guardado el secreto de la entrada al templo de Xian dentro de su monasterio Tibetano. Las tumbas bajo esta estructura antigua sostienen una clave llamada el Talion. Marco Bartoli ha secuestrado al Hermano Chan Barkhang y ha enviado su cuadrilla al Tíbet para recuperarlo.
- Fabio: Uno de los leales discípulos de Marco Bartoli. Se lo ve manejando la avioneta.
- Eros: Fiel discípulo de Marco Bartoli y leal creyente en el culto "fiamma Nera"
- Claudio: Miembro leal de la "fiamma Nera"
- Gianni Bartoli:Padre de Marco Bartoli, era un mago ocultista del teatro de la opera en Venecia, muere en el María Doria con el seraph, al morir su teatro queda destruido.
- Winston: El mayordomo de familia Croft.

## Curiosidades
- Las referencias a Indiana Jones son numerosas a lo largo del desarrollo del Tomb Raider II, una de las más notables es el empleo de ubicaciones similares como en Raiders of the Lost Ark (el Himalaya) y La Última Cruzada (Venecia).
- El diseño de nivel de los restos del María Doria (debe su nombre al verdadero SS Andrea Doria, buque italiano de lujo, que se hundió el 26 de julio de 1956) revela que la parte delantera del barco está boca abajo cuando se hundió en clara referencia a la película La aventura del Poseidón.
- Judith Gibbins sustituyó a Shelley Blond como la voz de Lara para el Tomb Raider II.
- En este videojuego, Lara luce por primera vez su característica coleta (en el primer juego lucía un moño, dadas las limitaciones gráficas).
- La versión para la consola Sega Saturn fue cancelada tras un acuerdo de exclusividad entre Sony y Eidos.[2]